# Карлсхаузен
Карлсхаузен (нем. Karlshausen) — община в Германии, в земле Рейнланд-Пфальц. 
Входит в состав района Айфель-Битбург-Прюм. Подчиняется управлению Нойербург.  Население составляет 364 человека (на 31 декабря 2010 года). Занимает площадь 7,09 км².